# دریکس دوپلسی
دریکِس یا درِکِس دوپْلِسی (به زبان آفریکنس: Dricus du Plessis؛ زاده ۱۴ ژانویه ۱۹۹۴) رزمی کار حرفه ای هنرهای رزمی ترکیبی از آفریقای جنوبی است. او در حال حاضر در بخش میان‌وزن یواف‌سی (UFC) شرکت می‌کند، جایی که قهرمان فعلی وزن میان‌وزن یواف‌سی بوده و همچنین اولین نفر از آفریقای جنوبی است که قهرمانی یواف‌سی را به دست آورده است. از ۲۳ ژانویه ۲۰۲۴، او در رده‌بندی پوند به پوند مردان یواف‌سی(UFC men's rankings)در رتبه هشتم قرار دارد.

## پیشینه
دوپلسی یک آفریکانر است، و در ولکوم(Welkom)، آفریقای جنوبی متولد شده است. دو پلسی تمرین جودو را از پنج سالگی آغاز کرد، سپس در دوازده سالگی به کشتی روی آورد و در چهارده سالگی کیک بوکسینگ را آغاز نمود. در سال ۲۰۱۲، در سن ۱۷ سالگی، دوپلسی با کسب مدال طلا در کیک بوکسینگ سبک K-1، اولین مدال‌آور آفریقای جنوبی در مسابقات جهانی WAKO شد، اما پس از اینکه متوجه شد این رشته به اندازه هنرهای رزمی ترکیبی پولساز نیست، تصمیم گرفت به هنرهای رزمی ترکیبی روی آورد. دوپلسی در کنار هنرهای رزمی، در طول دوران تحصیل خود راگبی نیز بازی می‌کرد و از آن زمان تاکنون حامی سرسخت اسپرینگ‌باکس، تیم ملی راگبی آفریقای جنوبی، بوده است او در دانشگاه پرتوریا در رشته اقتصاد کشاورزی تحصیل کرد، اما در سال آخر دانشگاه را رها کرد تا حرفه خود را در هنرهای رزمی ترکیبی دنبال کند.